# Косенок, Сергей Михайлович
Сергей Михайлович Косенок (род. 9 сентября 1959 года, Князево) — советский и российский учёный и преподаватель. Ректор Сургутского государственного университета (с 2010). Доктор педагогических наук (2008). Профессор.

## Биография
Сергей Михайлович Косенок родился 9 сентября 1959 года в селе Князево Называевского района Омской области.
В 1981 году завершил обучение в Ишимском государственном педагогическом институте по специальности: «Математика и физика». В 1996 году защитил кандидатскую диссертацию. В 2008 году защитил докторскую диссертацию на тему «Дистанционное обучение в развитии региональной системы непрерывного образования».
В 1981 году, после окончания ВУЗа, был направлен на работу учителем физики и математики в среднюю школу № 2 города Урая, где проработал до 1985 года.
С 1986 по 1988 годы работал в должности заместителя директора по учебно-воспитательной работе Урайского СПТУ № 59.
С 1988 по 1991 годы находился на партийной работе, был секретарем Урайского городского комитета ВЛКСМ.
В 1991 году назначен на должность заместителя председателя Урайского городского совета народных депутатов по народному образованию, стал работать начальником управления образования города Урая.
С 1996 по 2001 годы трудился в должности заместителя начальника управления образования администрации Ханты-мансийского автономного округа, был первым заместителем директора Департамента образования и науки округа.
С 2001 по 2009 годы работал в должности начальника управления по вопросам кадровой политики администрации Губернатора Ханты-мансийского автономного округа.
С ноября 2009 года был назначен исполняющим обязанности ректора ГОУ ВПО «Сургутский государственный университет Ханты-Мансийского автономного округа — Югры». 10 марта 2010 года избран на должность ректора высшего учебного заведения. Работает по настоящее время.
Является автором более 140 научных и учебно-методических работ, имеет 9 монографий.

## Санкции
6 марта 2022 года после вторжения России на Украину подписал письмо в поддержу российской агрессии. С 9 июня 2022 года находится под персональными санкциями Украины за поддержку войны. Также был внесён ФБК в список коррупционеров и разжигателей войны за поддержку нападения на Украину, 16 марта 2022 года форумом свободной России внесён в «Список Путина» и доклад «поджигателей войны» с предложением введения против него международных санкций.

## Награды
- Медаль ордена "За заслуги перед Отечеством" II степени, (2009),
- Почетное звание «Заслуженный учитель Российской Федерации», (2002),
- Значок Отличник народного просвещения, (1995),
- Знаком «За заслуги перед Ханты-Мансийским автономным округом — Югрой» (2020)[9],
- Почетное звание «Заслуженный работник образования Ханты-Мансийского автономного округа Югры», (2014),
- Благодарственные письма и грамоты от полномочного представителя Президента Российской Федерации в Уральском Федеральном округе, Губернатора ХМАО.